# Mieczysław Weinberg: Concertino op. 42 für Violine & Streichorchester
Mieczysław Weinberg: Concertino op. 42 für Violine & Streichorchester – album z nagraniami kompozycji Mieczysława Wajnberga według skrzypaczki Eweliny Nowickiej i Orkiestry Kameralnej Polskiego Radia „Amadeus” pod dyr. Agnieszki Duczmal i jej córki Anny Jaroszewskiej-Mróz vel Anna Duczmal-Mróz, wydany 17 sierpnia 2015 przez niemiecką oficynę cpo (nr kat. 777 887-2). Płyta uzyskała nominację do nagrody Fryderyk 2016 w kategorii Najlepszy Album Polski Za Granicą.

## Lista utworów
Mieczysław Weinberg (1919-1996)

### Concertino, op. 42 (für Violine und Streichorchester)
- 1. Allegretto cantabile
- 2. Kadenz: Lento – Adagio
- 3. Allegro moderato poco rubato

### Rhapsodie über moldavische Themen, op. 47 Nr. 3 (für Violine und Orchester)
- 4. Adagio – Moderato comodo e rubato – Allegro vivace

### Sinfonie Nr. 10, op. 98 (für Streichorchester)
- 5. Concerto grosso: Grave
- 6. Pastorale: Lento
- 7. Canzona: Andantino
- 8. Burlesque: Allegro molto
- 9. Inversion: l'istesso tempo

## Wykonawcy
- Ewelina Nowicka – skrzypce (opp. 42 & 47 / 3)
- Orkiestra Kameralna Polskiego Radia Amadeus (Amadeus Chamber Orchestra of Polish Radio)
- Agnieszka Duczmal – dyrygent (opp. 42 & 47 / 3)
- Anna Duczmal-Mróz – dyrygent (op. 98)